# Hamlet (Textgeschichte)
Dieser Artikel behandelt alle Fragen der Textgeschichte der frühen Drucke und der editorischen Entscheidungen von Shakespeares Drama Hamlet.

## Textgeschichte
In der neueren Shakespeare-Forschung geht man üblicherweise von einer Produktionssequenz aus, die die drei Schritte Abfassung, Aufführung und Druck eines Werkes in zeitlicher Folge umfasst. Dem liegen Annahmen über die sozialen Bedingungen der Theaterproduktionen im elisabethanischen Zeitalter zugrunde, vor allem die Beobachtung, dass viele Stückeschreiber wie Shakespeare gleichzeitig Schauspieler, Theatermitbesitzer und Arbeitgeber einer Schauspielertruppe waren. Ihre Werke dienten dem Unterhaltungsbedürfnis und Zeitvertreib der Stadtbevölkerung. Sie enthielten meist eine attraktive Mischung aus Musik und Tanz, Jux und Clownerien, Mord und Totschlag, Fechtpartien und Staatsakten. Shakespeare und seine zeitgenössischen Kollegen verdienten Geld durch die Aufführung ihrer Stücke, deren Erfolg, bedingt durch minimale Ausstattung, vollkommen auf die durch den Text und das Geschick der Darsteller hervorgerufene Wortkulisse angewiesen waren. Daher riskierten Autoren, die gleichzeitig Theaterbesitzer waren, durch den Druck ihrer Werke ein Nachahmen oder Nachspielen der eigenen Produktionen durch die Konkurrenz, was die Erlöse durch Aufführen schmälern konnte. Diese Situation könnte eine Erklärung für den Überlieferungsbefund vieler Shakespearestücke sein. Von Shakespeares Dramen ist – mit Ausnahme des Sir Thomas More keines als Manuskript erhalten. Die Stücke waren in der Hauptsache Spieltexte für das Theater. Ihre Manuskripte existierten vermutlich zunächst in Form von Schmierfassungen (foul paper oder rough copy), von denen saubere Abschriften (theater transcript oder fair copy) erstellt wurden und die dann als Vorlage für ein Regiebuch (playbook oder promptbook) dienten. Im Fall des Hamlet spiegelt die Textgeschichte möglicherweise einzelne Stationen der sozialen Randbedingungen der elisabethanischen Unterhaltungskultur wider.

### Vermutungen zu Abfassung und Aufführung vor 1603
Die Abfassungszeit des Hamlet ist nicht bekannt. Alle dazu in der Literatur gemachten Annahmen sind Vermutungen aufgrund von Indizien. Als sicherste Daten gelten die Hinrichtung des 2. Earl of Essex im Februar 1601, der Eintrag im Stationers’ Register im Juli 1602 und der Druck von Q1 im Jahr 1603. Der Text des Hamlet muss daher mit einiger Gewissheit spätestens in der Zeit zwischen Anfang 1601 und dem Jahr 1603 fertig gestellt worden sein. Auch das Datum der ersten Aufführung des Hamlet ist nicht bekannt. Vermutlich fand sie aufgrund des Stationers-Eintrags vor dem Juli 1602 in London statt. Die erste zeitlich genau belegte Aufführung datiert aus dem Jahr 1607.

### Die frühen Drucke
Von Shakespeares Hamlet existieren vier frühe Quartos: eine kurze (vermutlich unautorisierte) Fassung Quarto 1 (Q1) von 1603, eine wesentlich längere Version (Q2) von 1604/05 und zwei von dem Verleger John Smethwick besorgte Reprints des Q2 mit geringen Varianten: eine aus dem Jahr 1611 (Q3) und eine undatierte Version (Q4) vermutlich aus dem Jahr 1622. Im Jahre 1623 erschien die erste Folioversion (F1) der gesammelten Werke Shakespeares. Die Hamlet-Version in F1 enthält an Q2 angelehnte Erweiterungen und Kürzungen. Die Erweiterungen bestehen aus ca. 75 Zeilen „Folio-only“-Passagen, die möglicherweise einer „diplomatischen Zensur“ des Q2 zugrunde liegenden Manuskriptes entsprechen. Die Kürzungen bestehen meist in Streichungen längerer Reden.
Quarto Q1 von 1603

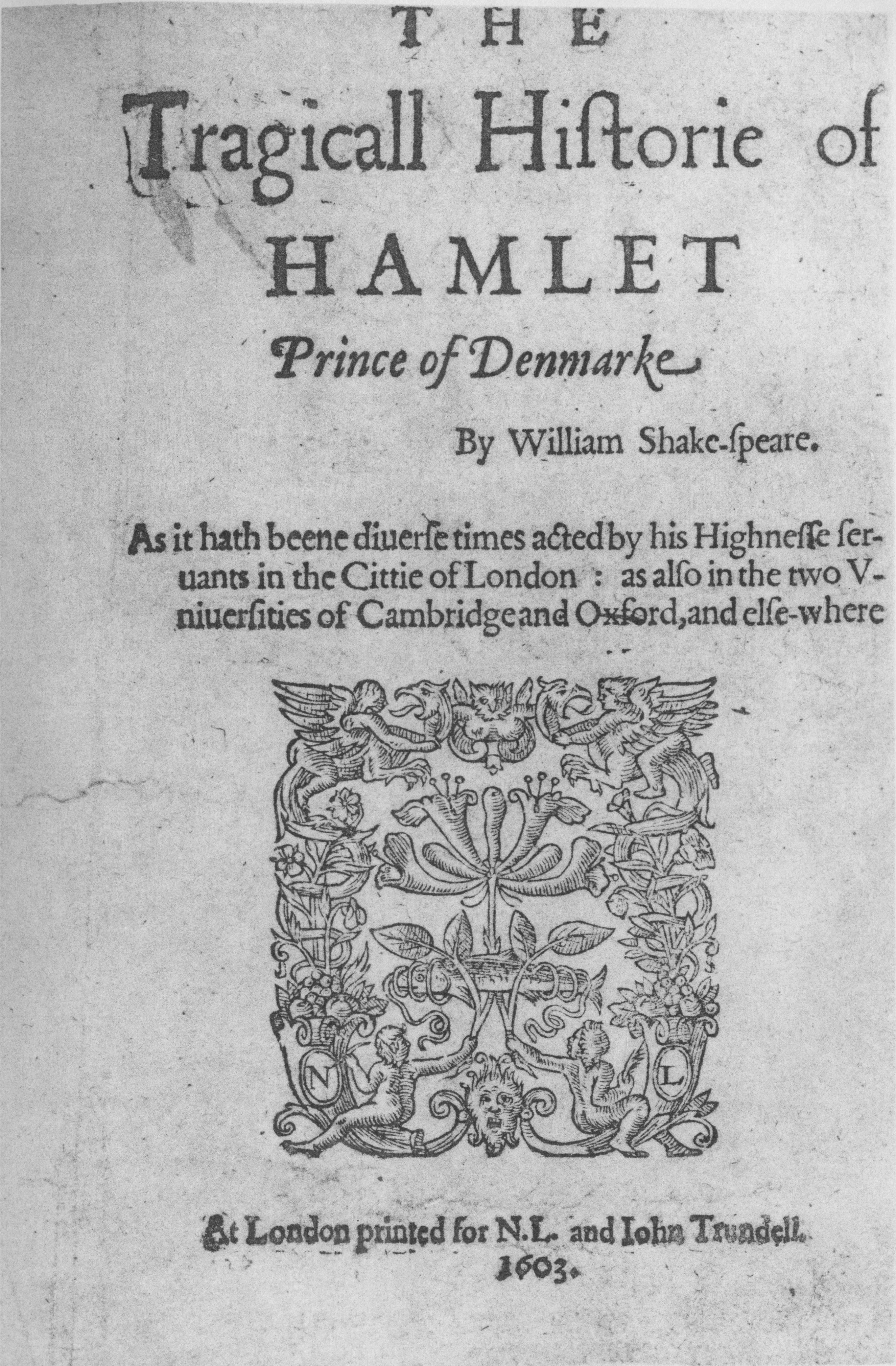
Titelseite der Hamlet-Ausgabe (Q 1) 1603

Die erste Quarto-Ausgabe des Hamlet stammt aus dem Jahr 1603. Der Druck datiert vermutlich nach dem 19. Mai 1603, da an diesem Tag die Umbenennung der Lord Chamberlain’s Men in „King’s Men“ erfolgte, worauf sich wohl die Formulierung „his Highnesse seruants“ bezieht. Von ihr sind zwei Exemplare erhalten. Das erste wurde 1823 von Sir Henry Bunbury entdeckt, gelangte bald in den Besitz von einem der Dukes of Devonshire und befindet sich heute in der Huntington Library in Kalifornien. Das zweite Exemplar erwarb der englische Shakespeare-Gelehrte James Orchard Halliwell-Phillipps im Jahr 1856 von einem Buchhändler in Dublin und verkaufte es zwei Jahre später an das Britische Museum. Es befindet sich heute in der British Library. Ein drittes Exemplar soll im 19. Jahrhundert aufgetaucht zu sein. Der für seine Fälschungen bekannte Shakespeare-Forscher John Payne Collier behauptete davon Kenntnis zu haben. Bestätigt wurde dies nicht.
Die beiden Quartos sind unvollständig und ergänzen sich gegenseitig. Dem Exemplar in Huntington (Q1-HN) fehlt das Titelblatt, während dem Exemplar in London (Q1-L) das letzte Blatt fehlt. Als Herausgeber sind angegeben: „At London printed for N.L and Iohn Trundell“. Anhand der Schmuckfigur in der Mitte des Blattes weiß man, dass N.L. für Nicholas Ling steht. Der Drucker konnte anhand der Schmuckfigur auf der ersten Textseite als Valentine Simmes identifiziert werden. Die Unterschiede zwischen den beiden Exemplaren sind gering, die Herausgeber der neuen Arden-Ausgabe fanden neun Varianten. Die verbesserten Fehler waren nicht sinnentstellend, so wurde „maried“ zu „married“ korrigiert.
Das Quarto Q1 des Hamlet gilt seit Pollards Urteil von 1909 als ein Bad Quarto. Man würde erwarten, dass auf dem Titelblatt der Name des Stationer James Roberts auftaucht, der am 26. Juli 1602 den Eintrag im Stationers’ Register zum Hamlet verfasst hat. Dies ist nicht der Fall, daher glauben viele Autoren, dass dieser Eintrag die Herstellung einer Raubkopie verhindern sollte und die Existenz von Q1 belege, dass dieser Versuch nicht erfolgreich war. Auch über die Quelle von Q1 gibt es keine einheitliche Meinung. Neuere Studien stützen die Annahme, dass es sich bei Q1 um eine Niederschrift aus dem Gedächtnis handelt (vermutlich von einem der Darsteller). Die Autoren des autoritativen „Textual Companion“ sind der Meinung, dass F1 und Q1 die gleiche Vorlage haben. Andere sind der Auffassung, bei Q1 handele es sich um eine Tournee-Version des Hamlet. Letztendlich haben einzelne Autoren die verschiedenen Hypothesen kombiniert und vermutet, dass Q1 eine Gedächtnisniederschrift von den Schauspielern sei, die eine vereinfachte Version des Hamlet vor einem ungebildeten provinziellen Publikum aufgeführt haben.
Quarto Q2 von 1604/05

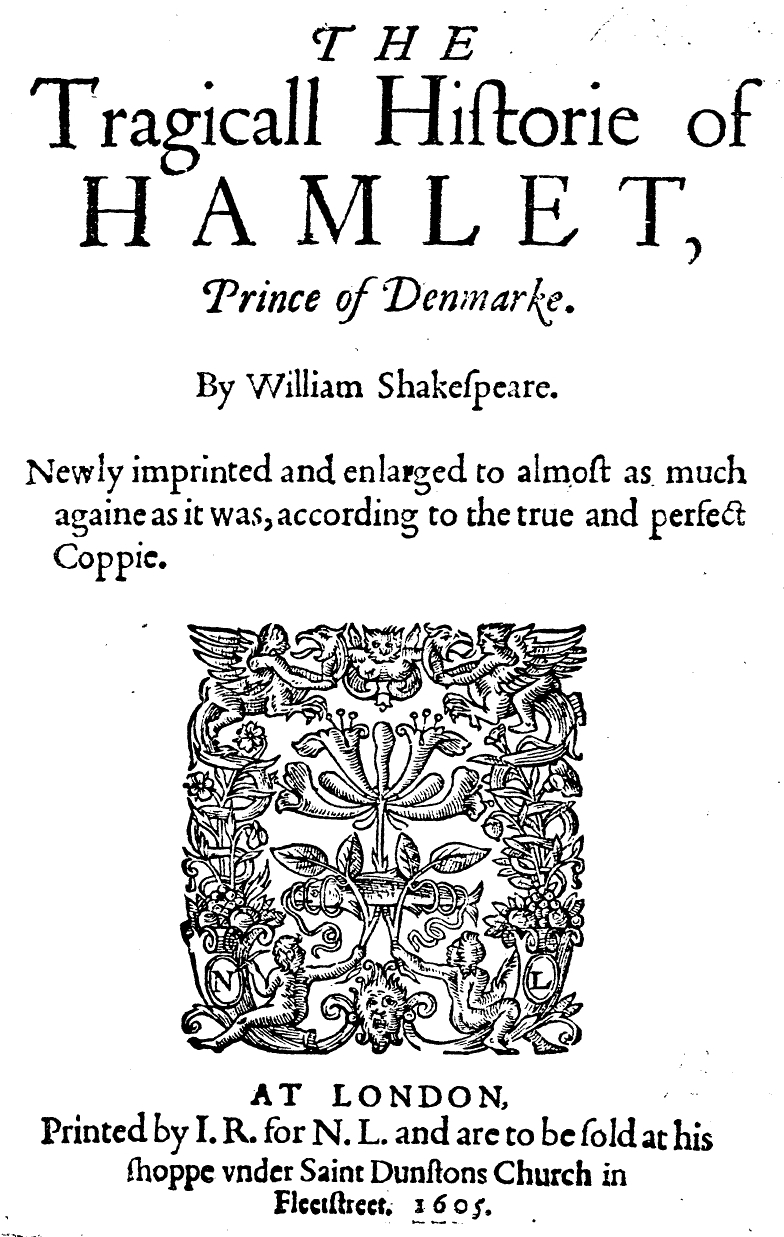
Titelseite der Hamlet-Ausgabe (Q 2) 1605

Im Jahr 1604 begann James Roberts mit dem Druck von Q2, von dem sieben Exemplare erhalten sind, drei aus dem Jahre 1604, die sich in Bibliotheken in den USA befinden und vier aus dem Jahre 1605, die in England und Polen aufbewahrt werden:
- die Jennens-Howe-Kopie in der Folger Shakespeare Library
- die Kemble-Devonshire-Kopie in der Huntington Library
- die Huth-Kopie in der Beinecke Library
- das Exemplar von David Garrick in der British Library
- das Exemplar aus dem Besitz von Edward Capell im Trinity College in Cambridge
- die Gorhambury-Kopie aus dem Besitz des Earl of Verulam in der Bodleian Library und
- das erst 1959 entdeckte Exemplar in der Universitätsbibliothek von Warschau.[17]

In den sieben Exemplaren von Q2 finden sich insgesamt 26 Textvarianten, die nur in wenigen Fällen wesentliche editorische Entscheidungen erfordern. Eine Untersuchung von John Russell Brown von 1955 ergab, dass am Druck von Q2 zwei Schriftsetzer gearbeitet haben und eine Analyse von W. Craig Ferguson aus dem Jahr 1989 ergab, dass für den Druck zwei Pica Roman Zeichensätze verwendet wurden. Ein Großteil der Fehler entfällt dabei auf einen der beiden Setzer und den zu ihm gehörigen Zeichensatz. Die meisten Gelehrten glauben, dass Q2 ein handschriftlicher Erstentwurf Shakespeares zugrunde liegt.
Die Quartos Q3 und Q4

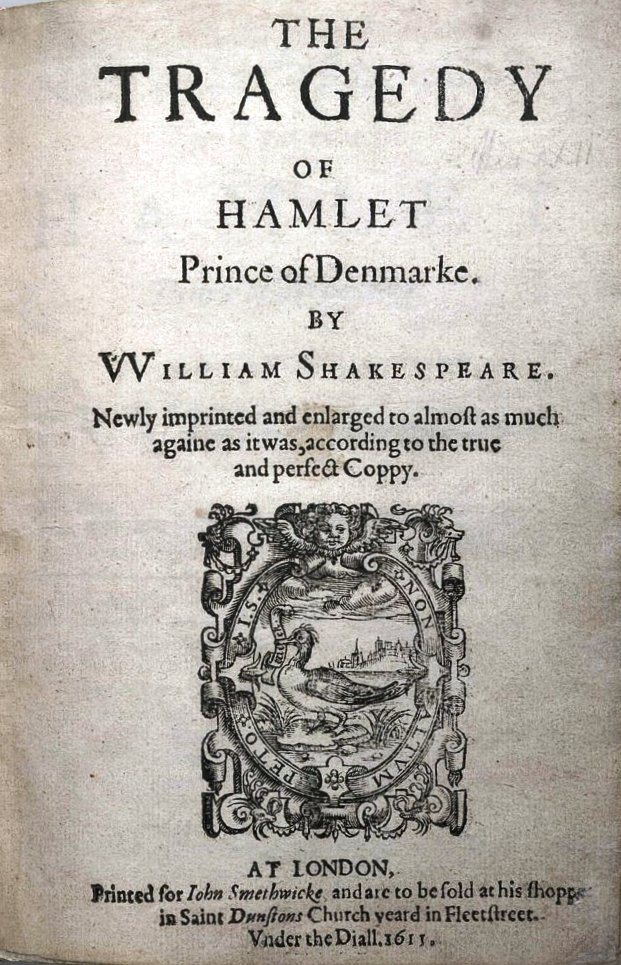
Titelseite der Hamlet-Ausgabe (Q3) 1611

Am 19. November 1607 erwarb der Verleger John Smethwick von Nicholas Ling das Copyright für den Hamlet. Er gab drei Reprints von Q2 heraus (Q3-Q5). Im Jahre 1611 erschien Q3, gedruckt von George Eld, und einige Jahre später ein weiterer Reprint (Q4). Beide enthalten einige Varianten gegenüber Q2. Die Datierung von Q4 ist umstritten. Jenkins gibt 1622 an. Rasmussen hat darauf aufmerksam gemacht, dass die zwischen 1619 und 1623 verwendete Druckplatte der für Titelblätter verwendeten Schmuckfigur von Smethwick Abnutzungserscheinungen zeigt (sichtbar an den Locken des Engels) und schließt daraus, dass Q4 eher 1621 gedruckt wurde. Q3/4 sind vermutlich von den Schriftsetzern der First Folio verwendet worden.

### Die First Folio 1623

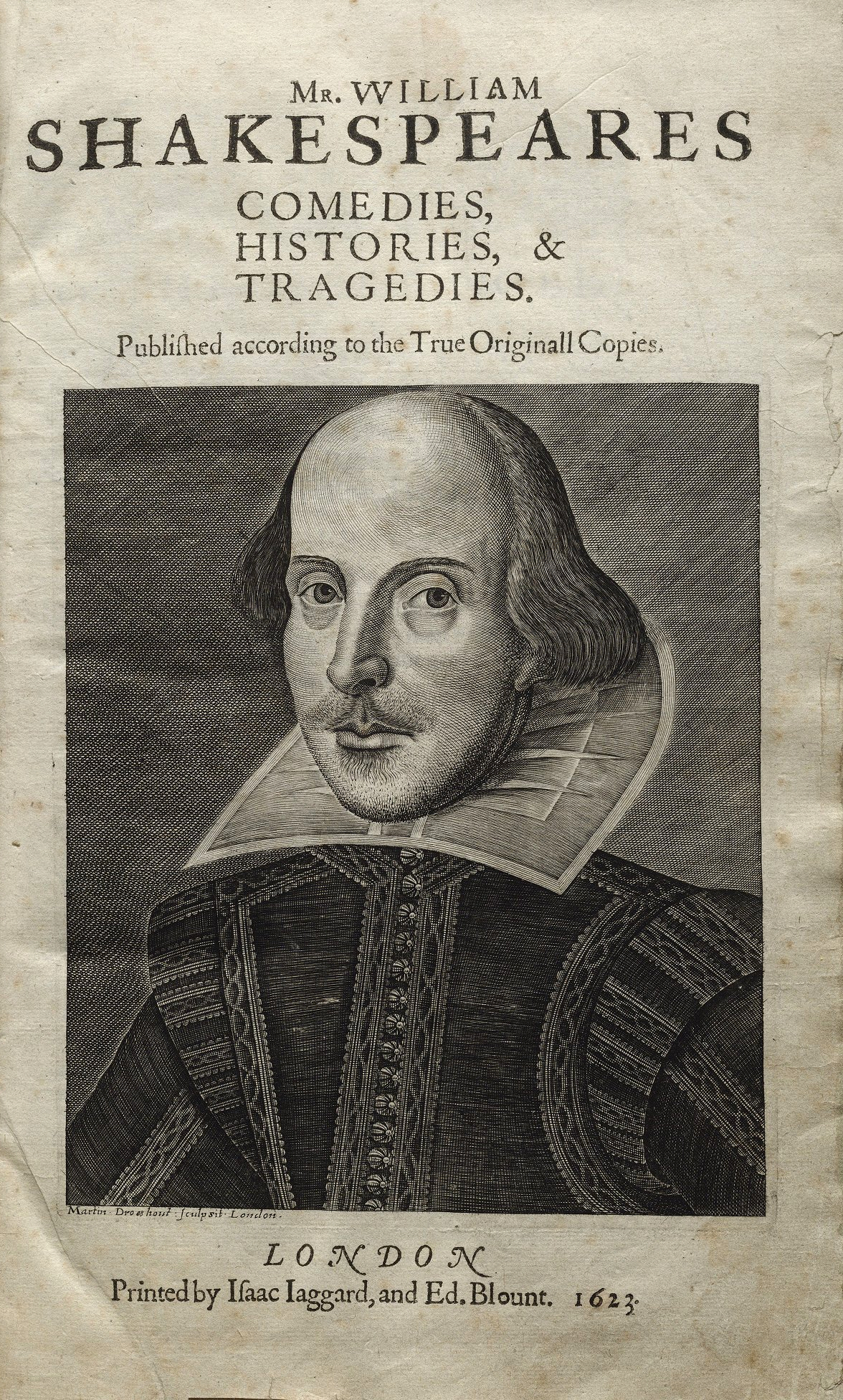
Titelseite der First-Folio-Ausgabe (F1) von 1623

Im Jahre 1623 erschien eine Ausgabe der Dramen Shakespeare in einem Band, die sogenannte First Folio. Die Herausgeber waren John Heminges und Henry Condell, verlegt wurde das Werke von William Jaggard und Edward Blount. Jaggards Sohn Isaac besorgte den Druck in der Druckerei seines Vaters, nach dessen Tod im gleichen Jahr. In dem Band sind 36 Dramen Shakespeares enthalten. Von der „First Folio“ (F1) sind – Stand 2018 – 234 Exemplare erhalten. Die ursprüngliche Druckauflage betrug vermutlich etwa 750 Stück. An der ersten Folio-Ausgabe waren mindestens 5 Setzer beteiligt Neuere Autoren haben weitere Setzer identifiziert. Die Hamletversion in der ersten Folioausgabe besorgte der mit B bezeichnete Schriftsetzer, der für die größte Anzahl der ca. 400 zum Teil sinnentstellenden Fehler in der ersten Folioausgabe verantwortlich ist. Dabei entfallen 37 Varianten auf den Text des Hamlet. Während also die Probleme der Textrekonstruktion im Falle von F1 begrenzt sind, besteht erhebliche Unsicherheit in der Frage der Beziehung von F1 zu Q2. F1 enthält ca. 77 Zeilen F1-only-Text, die vermutlich einer politischen (oder diplomatischen) Zensur entsprechen. Darüber hinaus wurde F1 gegenüber Q2 erheblich gekürzt, meist im Falle längerer Reden, ist aber immer noch wesentlich länger als Q1. Zudem gibt es zahlreiche Varianten gegenüber Q2. F1 enthält deutlich mehr Großschreibung und Satzzeichen, es finden sich zu Beginn Ansätze einer Akteinteilung und vermehrt Aufführungshinweise. Auch ist F1 konsistenter in der Verwendung der sogenannten „speech-prefixes“, der Personen-Bezeichnungen, die einer Rede vorangehen. Manche Autoren bezweifeln, ob die Herausgeber von F1 die gedruckte Version von Q2 zum Korrekturlesen verwendet haben. Man vermutet vielmehr, dass dazu ein Manuskript verwendet wurde, wobei aber unklar ist, was für ein Manuskript. Während die Herausgeber der letzten Arden-Ausgabe die Beantwortung solcher Fragen offen lassen, haben sich andere Herausgeber in Bezug auf diese Annahmen festgelegt. Edwards vermutet, dass das F1 zugrunde liegende Manuskript eine nach dem Jahr 1606 entstandene überarbeitete Abschrift des „Theater transcript“ („fair copy“) ist. Die Herausgeber der RSC-Edition teilen diese Ansicht.
Die Herausgeber der letzten Arden-Reihe verweisen demgegenüber darauf, dass letztlich aber das genaue Verhältnis von Q1 zu F1 wie auch Q2 ungeklärt ist. Q1 enthält eindeutig Fassungen von mehreren Passagen aus F1, die sich nicht in Q2 finden, wie beispielsweise 2.2.337-62 über das Theater,3.2.257 (Hamlets „frightened with false fire?“) oder 5.2.75-80 über Laertes; zahlreiche Q2 Passagen, die nicht in F1 enthalten sind, fehlen ebenfalls in Q1 (beispielsweise Hamlets 22 Zeilen über den Ruf Dänemarks oder sein Dialog mit dem Hauptmann mit dem anschließenden Selbstgespräch in 4.4). Dies lässt durchaus den Schluss auf eine kausale Verbindung zwischen Q1 und F1 zu; diejenigen Shakespeare-Forscher, die eine solche Verbindung annehmen, sind sich aber keinesfalls einig über die genaue Art dieser Beziehung. Viele von ihnen schließen auf eine von der Chronologie der Druckdatierungen abweichende Abfassungsgeschichte der Manuskripte sowohl von Q1, Q2 und F1, die als Druckvorlagen genutzt wurden. Nach dieser Hypothese ergibt sich, wenn der Text von Q2 seinerseits die Vorlage für das Druckmanuskript von F1 bildete, entgegen der Reihenfolge der Datierungen der Drucke von Q1› Q2 › F1 eine zeitliche Abfolge der Entstehung der jeweiligen als Druckvorlage verwendeten Manuskripte von Q2 › F1 › Q1. Da die Datierung auf der Titelseite des Drucks von Q1 das Jahr 1603 ist, würde dies implizieren, dass die ursprünglichen Versionen aller drei Texte bereits 20 Jahre vor dem Druck von F1 existierten.

### Die Hamlet-Ausgaben nach 1623
Im 17. Jahrhundert folgen der ersten Folio-Ausgabe insgesamt drei Reprints in den Jahren 1632 (F2), 1663 (F3) und 1685 (F4). Der Text des Hamlet in diesen drei Folgeausgaben ist jeweils eine nur geringfügig korrigierte Version von F1. Nach dem Erscheinen der First Folio sind aus dem 17. Jahrhundert noch 6 weitere Hamlet Quarto-Ausgaben erhalten: im Jahre 1637 veröffentlichte John Smethwick ein weiteres Reprint von Q2, das Q5 genannt wird. Nach der Schließung der Theater von London im September 1642 im Rahmen des englischen Bürgerkrieges erfolgte eine 19-jähriges Verbot von Theateraufführungen. Im Februar 1660 erfolgte die Wiedereröffnung des Cockpit Theatre durch John Rhodes im Zuge der Restauration der Monarchie. Bald erschienen im Jahre 1676 zwei neue Ausgaben des Hamlet, Q6 und Q7. Sie sind in der Forschung als „Players Quartos“ bekannt, da in ihnen erstmals das in heutigen Ausgaben enthaltene Darstellerverzeichnis und Angaben für Kürzungen für Aufführungen durch die Schauspieltruppe von Sir Wilhelm Davenant enthalten sind. Die Quartos Q8 aus dem Jahre 1683, Q9 (1695) und Q10 (1703) sind jeweils Nachdrucke der Davenant'schen „Players Quartos“. Die Anzahl der erhaltenen Quarto-Exemplare ist gut belegt: von Q1 sind zwei Exemplare erhalten, von Q2 existieren sieben Exemplare, von Q3 19, von Q4 20, von Q5 31, 33 Exemplare sind von Q6/7 erhalten, 21 von Q8, 22 von Q9 und 51 von Q10.

## Die Grundlagen editorischer Entscheidungen
Bei der Herausgabe der Werke von Shakespeare stehen die Editoren vor unterschiedlichen Aufgaben. Etwa die Hälfte von Shakespeares Stücken erschien erstmals in der First Folio von 1623. Von ihnen sind keine Quartos aus der Zeit vor 1623 erhalten. Manche von diesen Werken, wie „The Tempest“ sind in einem textlich sehr guten Zustand. In diesen Fällen sind die folgenden Textausgaben praktisch identisch. Die andere Hälfte der Werke stellt größere Herausforderungen. Wenn Quartos verschiedenen Umfanges und unterschiedlicher Qualität existieren und wie im Falle des Hamlet dann noch die Folioausgabe fehlerbehaftet ist, müssen die Herausgeber entscheiden, welchem Text zu folgen ist. Die Folge können dann deutlich unterschiedliche Werkausgaben sein. Die editorischen Entscheidungen sind, wie die Herausgeber der letzten Arden-Ausgabe gezeigt haben, nicht empirisch angeleitet (wir nehmen den am besten erhaltenen Text), sondern folgen Produktionshypothesen der Werke und unterliegen der Annahme, dass es einen idealen Text gibt, „so wie er von Autor gewollt war“. Die Korrekturen, die die Herausgeber vornehmen, sind dann als Versuche anzusehen, diesen idealen Text wiederherzustellen.

### Manuskripthypothesen

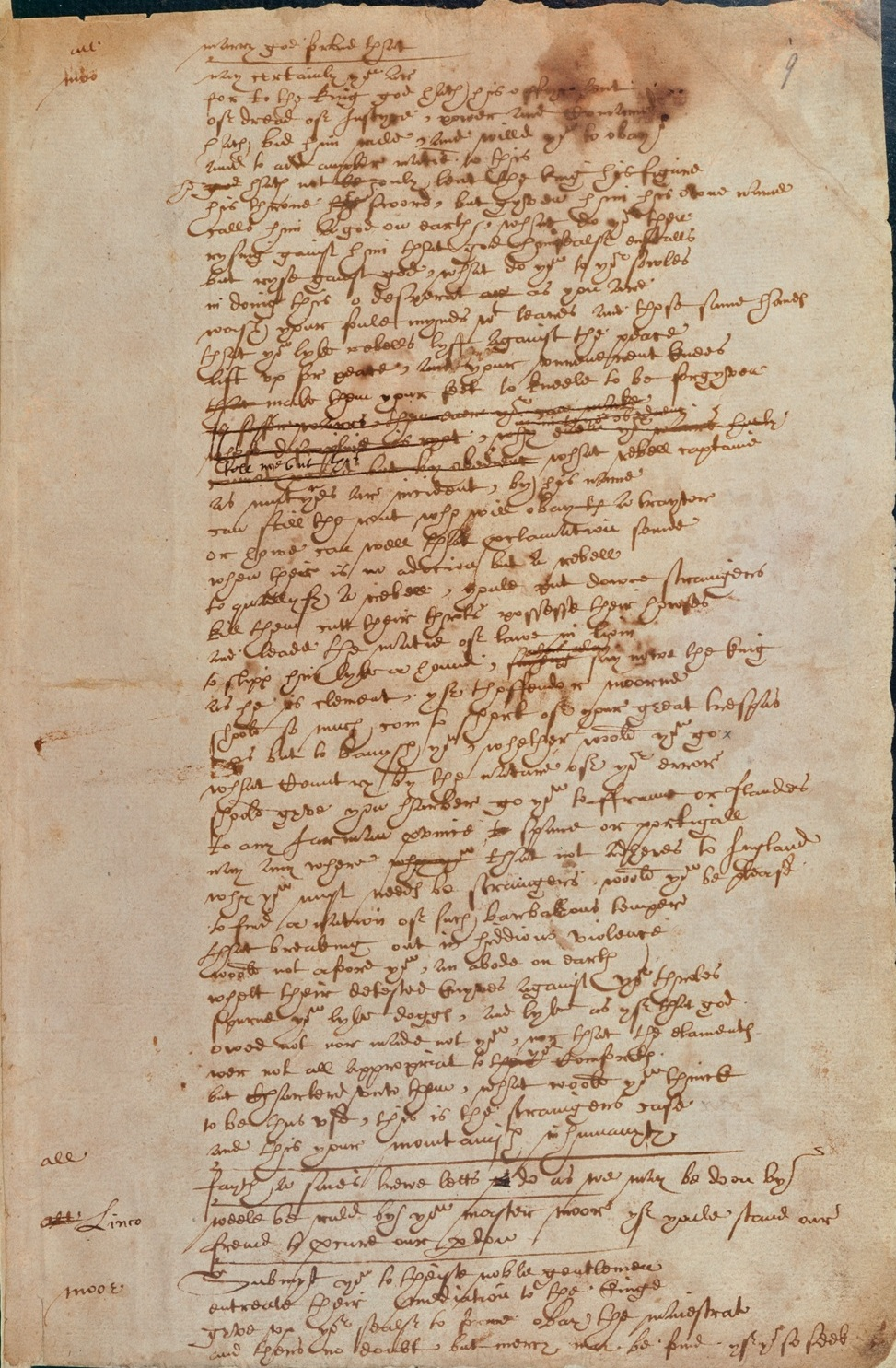
Eine Manuskriptseite zu dem Stück Sir Thomas More von Anthony Munday

Wie schon im Abschnitt „Textgeschichte“ dargelegt vermutet man für die Theaterpraxis des elisabethanischen Zeitalters mindestens drei zeitlich aufeinander folgende Produktionsschritte: Abfassung, Aufführung und Druck eines Werkes. In der Regel erfolgte der Druck nicht vor der Aufführung. Aufführungs- und Leseversionen eines Stückes konnten durchaus verschieden sein. Manche Herausgeber argumentieren nun, dass die Bühnenversion eines Stückes eine „degenerierte“ Textfassung darstellt. Die Grundlage dieser Überlegungen sind Manuskripthypothesen. Dabei geht man davon aus, dass Shakespeare einen handschriftlichen Rohentwurf abgefasst hat, das sogenannte „foul paper“. Von diesem foul paper (manchmal auch „rough copy“) wird dann eine saubere Abschrift hergestellt, das „theatre transcript“ (manchmal auch „fair copy“ genannt). Von dem theatre transcript wird dann ein „playbook“ hergestellt. Das playbook (manchmal auch „promptbook“, deutsch Soufflierbuch genannt, obwohl in der Shakespearezeit sehr wahrscheinlich nicht souffliert wurde) enthielt alle notwendigen Anweisungen für eine Aufführung und von ihm wurden die Rollentexte (actors’ copies) abgeschrieben. Es gibt also, so diese Überlegungen, drei Manuskriptversionen eines Stückes: foul paper, fair copy und das promptbook mit den actors’ copies. Die meisten Herausgeber glauben nun, dass im Falle des Hamlet dem Quarto Q2 von 1604/05 Shakespeares foul paper zugrunde liegt, dass die Quelle von F1 ein (möglicherweise revidiertes) „theatre transcript“ ist und für Q1 das gleiche „theatre transcript“ wie für F1 verwendet wurde, bloß dass es für Aufführungszwecke (vielleicht in Form eines „promptbook“) stärker gekürzt wurde.

### Überlieferungstheorien
Während die Manuskripthypothesen im Prinzip für alle Shakespearestücke gelten (und sinngemäß für andere elisabethanische Autoren), beeinflusst die Art und die Anzahl der erhaltenen Drucke die von den Herausgebern vertretene Überlieferungstheorie. Fast alle Shakespeare-Forscher teilen für den Hamlet eine gemeinsame Überlieferungstheorie:
- Q1 verwendet ein promptbook;
- Q2 verwendet das foul paper und Q1;
- F1 verwendet ein revidiertes theatre transcript und Q2.[38]

Die verschiedenen Editionen kommen dadurch zustande, dass die Herausgeber den drei Manuskriptarten ein unterschiedliches Maß an Autorität beimessen. Dabei ist die traditionelle Sichtweise die, dass dem foul paper eine hohe Autorität zukomme, weil es von Shakespeare selbst stammt. Das promptbook hat demgegenüber eine geringe Autorität, weil es das Ergebnis von Kompromissbildungen darstellt zwischen dem Autor und der Theatertruppe und an deren kontingente Bedürfnisse angepasst ist. Umstritten ist dabei nur die Autorität des theatre transcript. Die Herausgeber, die Q2 zur Grundlage ihrer Edition wählen und F1 nachträglich zu Rate ziehen, sind der Überzeugung, dass nur das foul paper ein „holograph“, ein eigenhändiges Manuskript des Autors, ist. Die Herausgeber, die F1 zur Grundlage ihrer Edition wählen und Q2 nachträglich zu Rate ziehen, sind der Überzeugung, dass auch das „theatre transcript“ ein Holograph ist, also von Shakespeare selbst geschrieben wurde.

### Editionsalternativen
Fast alle Hamlet-Ausgaben lassen sich danach unterscheiden, ob sie das (hypothetische) theatre-transcript für ein holograph halten oder nicht. Entsprechend werden F1 oder Q2 als Text-Grundlage gewählt. Wenn Shakespeare das theatre transcript selbst angefertigt hat (es also zwei verlorene Holographs des Hamlet gibt), dann hat es eine höhere Autorität als das foul paper, da es später entstanden und gewissermaßen eine korrigierte Version der früheren Handschriften ist. Diese Annahme vertreten G. R. Hibbard im The Oxford Shakespeare. von 1987 und die Herausgeber der Oxford Shakespeare-Gesamtausgabe von 1986 mit den F1-basierten Ausgaben. Die Autoren, die der Überzeugung sind, dass das „theater transcript“ von dritter Hand stammt und es also nur ein verlorenes Holograph gibt, erstellen stattdessen Q2-basierte Ausgaben. Dies tun John Dover Wilson im Falle des The New Cambridge Shakespeare. von 1934, TJB Spencer New Penguin Shakespeare. von 1980, Harold Jenkins im Falle der Arden²-Ausgabe von 1982 und Phillip Edwards im Falle der zweiten Auflage des The New Cambridge Shakespeare. von 1985.
Wie weiter oben bereits dargestellt, halten Thompson und Taylor, die Herausgeber der dritten Reihe des Arden-Shakespeare, die Problematik der Textüberlieferung beim gegenwärtigen Forschungsstand aufgrund widersprüchlicher oder uneindeutiger Indizien und Belege für ungeklärt und haben sich aus diesem Grunde dazu entschlossen, in einer zweibändigen Ausgabe die Textfassungen von Q1, Q2 und F1 jeweils getrennt voneinander herauszugeben.

## Textausgaben
- Charlton Hinman, Peter W. M. Blayney (Hrsg.): The Norton Faksimile. The First Folio of Shakespeare. Based on the Folios in the Folger Library Collection. 2. Auflage, W.W. Norton, New York 1996, ISBN 0-393-03985-4
- Harold Jenkins (Hrsg.): Hamlet. The Arden Shakespeare. Second Series. London 1982.
- Philip Edwards (Hrsg.). Hamlet, Prince of Denmark. New Cambridge Shakespeare. Cambridge 1985, 2003, ISBN 978-0-521-53252-5.
- Ann Thompson, Neil Taylor (Hrsg.): Hamlet. The Arden Shakespeare. Third Series. Band 1, London 2006, ISBN 978-1-904271-33-8.
- Ann Thompson, Neil Taylor (Hrsg.): Hamlet. The Texts of 1603 and 1623. The Arden Shakespeare. Third Series. Band 2, London 2006, ISBN 1-904271-80-4.
- Jonathan Bate, Eric Rasmussen. (Hrsg.): Hamlet. The RSC Shakespeare. Houndmills 2008, ISBN 978-0-230-21787-4.
- George Richard Hibbard (Hrsg.): Hamlet. The Oxford Shakespeare. Oxford University Press, Oxford 1987, 2008, ISBN 978-0-19-953581-1.

## Belege
1. ↑  Ann Thompson, Neil Taylor (Hrsg.): Hamlet. The Arden Shakespeare. Third Series. Band 1, London 2006. S. 44.
2. ↑  Ulrich Suerbaum: Shakespeares Dramen. Basel 2001. S. 23–68.
3. ↑  vgl. das Patent von Jakob I an Fletcher und Shakespeare: […] aswell for the recreation of our lovinge Subjectes […]. vgl.: Chambers: Elisabethan Stage. Vol 2 S. 208
4. ↑  Ulrich Suerbaum: Shakespeares Dramen. Basel 2001. S. 41
5. ↑  Ulrich Suerbaum: Shakespeares Dramen. Basel 2001. S. 302.
6. ↑  Ulrich Suerbaum: Shakespeares Dramen. Basel 2001. S. 301.
7. ↑  Ann Thompson, Neil Taylor (Hrsg.): Hamlet. The Arden Shakespeare. Third Series. Band 1, London 2006. S. 484.
8. ↑  William Shakespeare: Hamlet. Edited by G. R. Hibbard. The Oxford Shakespeare. Oxford University Press 1987. Reissued as an Oxford World’s Classic Paperback 2008. S. 69.
9. ↑  Ann Thompson, Neil Taylor (Hrsg.): Hamlet. The Arden Shakespeare. Third Series. Band 1, London 2006. S. 474f.
10. ↑  William Shakespeare: Hamlet. Edited by G. R. Hibbard. The Oxford Shakespeare. Oxford University Press 1987. Reissued as an Oxford World’s Classic Paperback 2008. S. 67.
11. ↑  Ann Thompson, Neil Taylor (Hrsg.): Hamlet. The Arden Shakespeare. Third Series. Band 1, London 2006. S. 523.
12. ↑  A. W. Pollard: Shakespeare’s Folios and Quartos: A Study in the Bibliography of Shakespeares Plays 1594-1685. (1909). Seiten 64–80.
13. ↑  Laurie E. Maguire: Sakespearean suspect Texts: The "Bad Quartos" and their Context. Cambridge 1996. S. 325.
14. ↑  Wells Stanley Wells and Gary Taylor: William Shakespeare: A Textual Companion. Oxford 1987. S. 398.
15. ↑  Hamlet Weiner. S. 48. Robert E. Burkhart: Shakespeares Bad Quartos: Deliberate Abridgements Designed for Performance by a Reduced Cast. 1973. S. 23
16. ↑  Kathleen O. Irace: Reforming the Bad Quartos. Performance and Provenance of Six Shakespeare First Editions. Newark 1994. S. 19f.
17. ↑  Ann Thompson, Neil Taylor (Hrsg.): Hamlet. The Arden Shakespeare. Third Series. Band 1, London 2006. S. 478.
18. ↑  Ann Thompson, Neil Taylor (Hrsg.): Hamlet. The Arden Shakespeare. Third Series. Band 1, London 2006. S. 480.
19. ↑  William Shakespeare: Hamlet. The Texts of 1603 and 1623.. The Arden Shakespeare. Third Series. Edited by Ann Thompson and Neil Taylor. Volume two. London 2006 : S. 17f.
20. ↑  Eric Rasmussen: The Date of Q4 Hamlet. Bibliographical Society of America 95 (March 2001) 21-29.
21. ↑  Stanley Wells and Gary Taylor: William Shakespeare: A Textual Companion. Oxford 1987. S. 396f.
22. ↑  Eric Rasmussen: The Shakespeare Thefts - in Search of the First Folios. Palgrave MacMillan, New York 2011, pg. xi.  Exemplar Nr. 233. Exemplar Nr. 234.
23. ↑  Ann Thompson, Neil Taylor (Hrsg.): Hamlet. The Arden Shakespeare. Third Series. Band 1, London 2006. S. 483. The First Folio of Shakespeare. Norton Facsimile, ed. Charlton Hinman, (New York 1968, 1996). Charlton Hinman. The Printing and Proof-Reading of the First Folio of Shakespeare. 2 Vols. (Oxford 1963).
24. ↑  Hinman, Printing. Vol 2 S. 511.
25. ↑  Ann Thompson, Neil Taylor (Hrsg.): Hamlet. The Arden Shakespeare. Third Series. Band 1, London 2006. S. 482
26. ↑  Ann Thompson, Neil Taylor (Hrsg.): Hamlet. The Arden Shakespeare. Third Series. Band 1, London 2006. S. 483.
27. ↑  Ann Thompson, Neil Taylor (Hrsg.): Hamlet. The Arden Shakespeare. Third Series. Band 1, London 2006. S. 465.
28. ↑  Ann Thompson, Neil Taylor (Hrsg.): Hamlet. The Arden Shakespeare. Third Series. Band 1, London 2006. S. 484.
29. ↑  Philip Edwards (Hrsg.). Hamlet, Prince of Denmark. New Cambridge Shakespeare. Cambridge 1985, 2003. S. 31.
30. ↑  Jonathan Bate, Eric Rasmussen. (Hrsg.): Hamlet. The RSC Shakespeare. Houndmills 2008. S. 25.
31. ↑  Ann Thompson, Neil Taylor (Hrsg.): Hamlet. The Texts of 1603 and 1623. The Arden Shakespeare. Third Series. Band 2, London 2006, ISBN 1-904271-80-4, S. 8f.
32. ↑  Henrietta C. Bartlett and Alfred W. Pollard: A Census of Shakespeares Plays in Quarto 1594-1704. New York 1939. Zitiert nach Thompson. Arden 3, S. 485.
33. ↑  Philip Edwards (Hrsg.). Hamlet, Prince of Denmark. New Cambridge Shakespeare. Cambridge 1985, 2003. S. 32.
34. ↑  Michael Dobson, Stanley Wells (Hrsg.): The Oxford Companion to Shakespeare. Oxford University Press, Oxford 2001. S. 151.
35. ↑  Michael Dobson, Stanley Wells (Hrsg.): The Oxford Companion to Shakespeare. Oxford University Press, Oxford 2001. S. 347.
36. ↑  Philip Edwards (Hrsg.). Hamlet, Prince of Denmark. New Cambridge Shakespeare. Cambridge 1985, 2003. S. 30. Jonathan Bate, Eric Rasmussen. (Hrsg.): Hamlet. The RSC Shakespeare. Houndmills 2008. S. 25. Ann Thompson, Neil Taylor (Hrsg.): Hamlet. The Arden Shakespeare. Third Series. Band 1, London 2006. S. 480. William Shakespeare: Hamlet. Edited by G. R. Hibbard. The Oxford Shakespeare. Oxford University Press 1987. Reissued as an Oxford World’s Classic Paperback 2008. S. 89f.
37. ↑  Ann Thompson, Neil Taylor (Hrsg.): Hamlet. The Arden Shakespeare. Third Series. Band 1, London 2006. S. 502. Philip Edwards (Hrsg.). Hamlet, Prince of Denmark. New Cambridge Shakespeare. Cambridge 1985, 2003. S.
38. ↑  Ann Thompson, Neil Taylor (Hrsg.): Hamlet. The Arden Shakespeare. Third Series. Band 1, London 2006. S. 502.
39. ↑  Philip Edwards (Hrsg.). Hamlet, Prince of Denmark. New Cambridge Shakespeare. Cambridge 1985, 2003. S. 31f.
40. ↑  Ann Thompson, Neil Taylor (Hrsg.): Hamlet. The Arden Shakespeare. Third Series. Band 1, London 2006. S. 502.
41. ↑  Ann Thompson, Neil Taylor (Hrsg.): Hamlet. The Arden Shakespeare. Third Series. Band 1, London 2006. S. 504.
42. ↑  Ann Thompson, Neil Taylor (Hrsg.): Hamlet. The Arden Shakespeare. Third Series. Band 1, London 2006. S. 503.
43. ↑  Vgl. dazu die Ausführungen bei Ann Thompson, Neil Taylor (Hrsg.): Hamlet. The Texts of 1603 and 1623. The Arden Shakespeare. Third Series. Band 2, London 2006, ISBN 1-904271-80-4, S. 8-12. Während der erste Band der Ausgabe die kommentierte Q2-Version enthält, werden die Textfassungen von 1603 (Q1) und 1623 (F1) in serieller Abfolge zusätzlich im Band zwei der Ausgabe abgedruckt. Im Hinblick auf Emendierungen gehen Thompson und Taylor bei vorhandenen Varianten in den beiden übrigen Drucktexten davon aus, dass F1 für Emendierungen von Q1 wahrscheinlich autoritativer ist als Q2; bei Emendierungen von Q2 sehen sie in F1 eine höhere autoritative Kraft als in Q1 und bei Emendierungen von F1 betrachten sie Q2 als mit größerer Wahrscheinlichkeit autoritativ (siehe ebenda, S. 11 f.)